# Окучани
Окучани су насељено место и средиште истоимене општине у западној Славонији, у Бродско-посавској жупанији, Република Хрватска.

## Географија
Географски гледано, Окучани су највеће насеље на важном ауто-путу између Новске и Нове Градишке. Налазе се у подножју планине Псуњ на северу и изнад долине реке Саве на југу.

## Историја
Окучани су се до друге половине 18. века звали Дејановац или Дејановци. Исти назив је носио и манастир поред села. Према народном предању место је добило назив по војводи Дејану, који је пребеглим калуђерима помогао око градње манастира и водио бригу о досељеним Србима из Босне. Село Окучани је насељено за време велике Сеобе Срба под патријархом Чарнојевићем.
У турско време Дејановци су били насељени стражарима (сви „грчког” обреда), чија је обавеза била да мотре на пролазнике, због чега су били ослобођени новчаних обавеза према султану, али су имали радну и натуралну обавезу према турском команданту Градишке.
Славонија је након века и по османске власти, припала Хабзбуршкој монархији освајањима током Бечког рата (1683–1699). У првим војним пописима новоосвојених крајева из 1698. године, нашао се и опис „хајдучког села” Дејановац. Село је већ тада припадало подручју на коме је формирано крајиште, а његови становници су се, приликом пописивања, и званично изјаснили за „хајдучки”, односно граничарски статус. Дејановац је описан као место у близини Саве, удаљено од реке и расуто „у кругу од две немачке миље”, са тргом (лат. oppidum).
Положај граничара се није променио ни када су, током Бечког рата, дошли под хабзбуршку власт. Били су обавезни да врше сталну војну (граничарску) службу и дају порцију за издржавање трупа команданта у Броду. Дејановац је 1698. године имао око 80 кућа. У његовом суседству, према подацима истог пописа, налазила су се села Богићевци, Бодеграји, Драгалић и Цаге, а у даљем окружењу Церник, Јасеновац, Бела Стена и Стара Градишка.
Територија Дејановаца, од побрђа Псуња, до ниског и плавног залеђа Старе Градишке, касније је подељена на неколико насеља, о чему између осталог, сведочи свеобухватни попис Славонске војне границе из 1752. године, када је наведено неколико насеља са истим префиксом: Дејановац-Кочани (Окучани), Дејановац-Врбовљани, Дејановац-Бодеграји, Дејановац-Гређани, Дејановац-Чапргинци, Дејановац-Дубовац, Дејановац-Човац, Дејановац-Цаге и Дејановац-Косовац. Осим Цага и Бодеграја који су поменути и у попису 1698. године, остала села су била новонасељена или издвојена из заселака Дејановца током прве половине 18. века. Са изузетком оближњих католичких села Горњи Богићевци и Драгалић, у која су се становници доселили из Карловачког генералата и Босне око 1695. године, сва наведена села била су православна, увећана миграцијама становништва из Босне, у периоду око 1718. и 1739. године.
У опису епархије пакрачке за 1755. годину стоји да село Дејановци имају 200 српских кућа и три цркве, Св. Параскева (данас у Гређанима), Св. Архистратизи која је припадала манастиру Дејановци и Св. Апостоли Петар и Павле (данас Окучани). Све три је освештао епископ Софроније Јовановић 1752.
Своје данашње име Окучани су добили по великој окуци, коју на овом подручју чини река Слобоштина.
Године 1885. Окучани су у саставу Ново-градишког изборног среза за црквено-народни сабор. У њему је тада 990 православних душа. Две деценије потом, Окучани су политичка и црквена општина, и парохија са селима Бенковац, Дубовац, Косовац и Цаге. Ту има 352 дома, од којих је 248 српских. Број становника износи 1925. а православаца је 1520 житеља. У месту је 1905. године православна црква и комунална школа. Парохијско звање је основано 1778. године од када се и воде матичне књиге. Школа је комунална са здањем грађеним 1827. године. Парох је у то време поп Стево Јањетовић родом из Ждралова а учитељи - Васо Вукдраговић и Љубица Драгосављевић. Постоји парохијски дом и старо српско православно гробље.

### Други светски рат
У срезу окучанском, чим га је напустила немачка војска и усташе преузеле власт, дошло је до прогањања Срба. Хрвати сељаци из места Нове Вароши и Дубовца, који су претходно са Србима живели у врло добрим односима, дошли су на Ђурђевдан у суседно село Гређане, упадали у куће свечара, забранили им славу, растерали госте и одвели домаћине. Наредили су да се код општинске зграде искупе сви српски ђаци, гимназисти са лопатама и под вођством њиховог друга, Хрвата гимназисте, послали их у оближња села на кулук.
У срезу окучанском Србе су хапсили и пребијали под изговором да су четници. Хапшена су прво политичка лица, затим добровољци из Првог светског рата и отреситији и имућнији грађани.
Из Загреба су свештеници и фратри одлазили у градове и села у унутрашњости да раде на покатоличавању Срба. У Окучане је послат један мисионар, фратар из Загреба, који је у згради основне школе често држао проповеди и „на тај начин пропагирао прелаз на римокатоличку веру“. И по селима окучанског среза римокатолички свештеници који су долазили из Загреба, држали су говоре обично по школама, где су поред одраслих морала да присуствују и деца. У тим својим проповедима они су истицали како је католичка вера само права вера, да православна вера не ваља, јер су је измислила три пијана човека, и да због тога треба сви православни да се одмах врате у прадедовску римокатоличку веру.
У Окучанима, само у једном дану фебруара 1942. године, покатоличено је око 3.000 људи.
Из окучанског среза, а нарочито из села Човца, Дубоваца, Гређана и Окучана покренуто је 500-600 српских породица са 3000-4000 лица и отерано у логор у Старој Градишки.
У Окучанском срезу порушене су цркве у Бенковцу, Окучанима, Врбовљанима, Човцу, Гређанима, Доњим Окучанима, Цагама, петрињски срез црква је порушена негде крајем 1941. По наредби усташа ову цркву су срушили Јевреји. „Ови су Жидови“ каже један сведок „нагоне да при раду на рушењу певају погрдне песме против Срба, као „како је чорби без мркве, тако је Србину без цркве“, или „Србин слави своју славу да прошири хрватску државу“. У порти порушене цркве у Окучанима пекли су се јагањци и прасци уз веселу песму усташа “Печем јањце кољем Србијанце“. Циглу и материјал од порушене цркве у Цагама као и још неких оближњих порушених цркава купио је неки Хрват Ковачевић из Бороваца и сазидао две велике куће.

### Рат у Хрватској (1991—1995)
До рата у Хрватској (1991—1995), Окучани су се налазили у саставу велике општине Нова Градишка. За време рата, Окучани су били главни град српске аутономне области Западне Славоније.
Током војно-полицијске операције „Бљесак“ 1995, Војска Републике Хрватске је извршила убиства и протеривање српског становништва на подручју Окучана у тадашњој Републици Српској Крајини. У Окучанима су 2007. ексхумирани посмртни остаци троје Срба, а 2010. су ексхумирани посмртни остаци 34 лица српске националности.

## Храм светог Петра и Павла — Окучани (Славонска епархија)
Стара парохијска црква светих апостола Петра и Павла подигнута је средином 18. века. Осветио ју је 12. маја 1752. пакрачки епископ Софроније Јовановић. Окучанска православна нова богомоља је подигнута 1822. године.
1941-1945: Храм су до темеља срушиле усташе 1942. године. Том приликом је потпуно спаљен иконостас заједно са иконама, црквени мобилијар, богослужбени предмети и књиге. Храм посвећен светом Димитрију је из темеља обновљен у поратном периоду и освећен 1969. године.
1991: Храм је оштећен гранатама. Оштећен је и делом срушен парохијски дом.
1992: Парохијски дом оспособљен за становање.
1995: Црква је проваљена и демолирана.
1997: 11. априла 1997. у 21 сат и 15 минута, црква је поново оскрнављена, подметнут пожар који наноси велику штету.
У окучанску парохију данас спадају и села: Бенковац, Дубовац, Косовац и Цаге.

## Становништво
По попису из 1991, сам градић Окучани имао је 2.267 становника, од тог броја 1.642 (72,43%) су били Срби. По попису из 2001. године, насеље Окучани је имало 1.941 становника. Према попису становништва из 2011. године, насеље Окучани је имало 1.598 становника.
| Националност       | 1991. | 1981. | 1971. | 1961. |
| Срби               | 1.642 | 1.222 | 1.278 |       |
| Југословени        | 184   | 468   | 65    |       |
| Хрвати             | 287   | 292   | 340   |       |
| Албанци            |       | 8     | 2     |       |
| Муслимани          |       | 7     | 14    |       |
| Македонци          |       | 4     | 3     |       |
| Црногорци          |       | 3     | 5     |       |
| Словенци           |       |       | 5     |       |
| Мађари             |       |       | 2     |       |
| остали и непознато | 154   | 43    | 48    |       |
| Укупно             | 2.267 | 2.047 | 1.762 | '     |

| Демографија | Демографија | Демографија |
| Година      | Становника  | Становника  |
| ----------- | ----------- | ----------- |
| 1971.       | 1.762       |             |
| 1981.       | 2.047       |             |
| 1991.       | 2.267       |             |
| 2001.       | 1.941       |             |
| 2011.       |             | 1.598       |

## Попис 1991.
На попису становништва 1991. године, насељено место Окучани је имало 2.267 становника, следећег националног састава:
| Попис 1991.‍   | Попис 1991.‍  | Попис 1991.‍ | Попис 1991.‍ | Попис 1991.‍ |
| ------------- | ------------ | ----------- | ----------- | ----------- |
|               |              |             |             |             |
| Срби          | Срби         |             | 1.642       | 72,43%      |
| Хрвати        | Хрвати       |             | 287         | 12,65%      |
| Југословени   | Југословени  |             | 184         | 8,11%       |
| Роми          | Роми         |             | 13          | 0,57%       |
| Македонци     | Македонци    |             | 8           | 0,35%       |
| Украјинци     | Украјинци    |             | 8           | 0,35%       |
| Црногорци     | Црногорци    |             | 5           | 0,22%       |
| Муслимани     | Муслимани    |             | 4           | 0,17%       |
| Албанци       | Албанци      |             | 3           | 0,13%       |
| Пољаци        | Пољаци       |             | 3           | 0,13%       |
| Чеси          | Чеси         |             | 3           | 0,13%       |
| Италијани     | Италијани    |             | 1           | 0,04%       |
| Мађари        | Мађари       |             | 1           | 0,04%       |
| Словенци      | Словенци     |             | 1           | 0,04%       |
| неопредељени  | неопредељени |             | 23          | 1,01%       |
| регион. опр.  | регион. опр. |             | 1           | 0,04%       |
| непознато     | непознато    |             | 80          | 3,52%       |
| укупно: 2.267 |              |             |             |             |